# Lentalius dorsopictus
Lentalius dorsopictus là một loài bọ cánh cứng trong họ Cerambycidae.